# Milas (Sicilia)

Mapa de algunas de las ciudades de Sicilia en la Antigüedad. Milas estaba ubicada en el noreste de la isla.

Milas ―también Mylae (Μυλαί, /mÿlaí/) ―actualmente llamada Milazzo― fue una ciudad de la costa norte de Sicilia a unos 50 km del cabo Pelorus y a unos 30 km de Tíndaris. A orillas de la ciudad, seguramente a poca distancia al este, se supone que estaba la ciudad de Artemisium.
Fue colonia griega fundada por Zancle, a la que continuó ligada bastante tiempo, ya que Tucídides sólo menciona a Hímera como ciudad independiente en esa parte de la isla. No está claro cuándo se fundó: podría ser la ciudad de Quersoneso mencionada por Eusebio, que dice que fue fundada en el 716 a. C., pero la identificación es dudosa. Según Estrabón, colonos zancleos de Milas habían fundado Hímera, por tanto la fundación se produjo antes del 648 a. C. Cuando Zancle fue rellamada Mesina, Milas quedó como una dependencia de ésta, pero era una ciudad bien fortificada y con un buen puerto, y eso la hacía un lugar seguro al norte.
En el 426 a. C. la flota de Laques estacionada en Regio atacó Milas, y la guarnición de Mesina se rindió; los atenienses y aliados marcharon entonces contra Mesina.
Después de la destrucción de Mesina por los cartagineses (general Himilcón), Milas pasó a control cartaginés.
En el 394 a. C. Mesina fue fortificada por Dionisio el Viejo de Siracusa y la ciudad de Regio, que veía en ello una amenaza, estableció en Milas a los exiliados de Naxos y Catania para crear un contrapoder al siracusano, pero el plan fracasó porque Regio, en su intento por apoderarse de Mesina, fue derrotada y Mesina recuperó Milas.
En el 315 a. C. Agatocles atacó Mesina y logró apoderarse de Milas pero después la tuvo que devolver.
En el 270 a. C. los mamertinos fueron derrotados por Hierón II de Siracusa, en la orilla del río Longano, cerca de Milas, en una gran batalla.
Después de la conquista romana de Sicilia, Milas quedó como una dependencia de Mesina mientras esta fue “foederata civitas”, pero después pasó a ser municipio ordinario, aunque era eclipsada por la vecina Tíndaris.
Los reyes normandos de Sicilia fijaron su posición muy fuerte y también el emperador Federico II. El castillo de Milazzo es probablemente el lugar de la antigua acrópolis.